# Dyauṣ Pitā
Nel pantheon vedico, Dyauṣ Pitā (in sanscrito द्यौष् पिता) o Dyauṣpitṛ (द्यौष्पितृ) o Dyaus Pitar nella grafia anglosassone, è la divinità che rappresenta il Cielo, divino consorte di Prithvi (la Terra) e padre di Agni, Indra (RV 4.17.4) e Uṣas. Il suo simbolo è il toro.
Nella tradizione culturale vedica arcaica, Dyauṣ Pitṛ e Prithivi Matṛ erano una sola, unica entità composta (dvandva), chiamata Dyavaprthivi, emersa all'inizio dei tempi dal sacrificio dell'essere primordiale, il Puruṣa. 
Dyauṣ fu maledetto dal maharishi Vasishtha per aver ferito Nandini, la vacca sacra, con un bastone spinoso. Si crede che sia rinato come Bhishma e sia morto secondo il suo Karma, dopo essere stato trafitto da molte frecce, per aver inflitto le ferite a Nandini. Nel Rig Veda, la dimora di Dyauṣ, Dyuloka, è considerata come la testa-fontana di Puruṣa.
Nella tradizione induista successiva, Dyauṣ diviene uno degli otto Vasu, il gruppo di divinità che personificano i principali elementi, associato al cielo e all'etere.

## Etimologia
Si pensa che il radicale di grado zero di Di̯ēus e l'epiteto "padre" (Pitr) siano contenuti nell'albanese Zot, che è considerato derivato dal proto-albanese dźie̅u ̊ a(t)t-, un antico composto per "padre celeste", in lingua protoindoeuropea dyew- ("cielo, cielo, luminoso") + átta ("padre"), quindi un affine nella Religione proto-indoeuropea con Dyḗus pitar e con i suoi discendenti: Illirico Dei-pátrous, sanscrito द्यौष्पितृ (Dyáuṣ Pitṛ́), proto-italico djous patēr (da cui latino Iuppiter), greco antico Ζεῦ πάτερ (Zeû páter). Alcuni linguisti hanno anche proposto l'etimologia proto-albanese dzwâpt w(i)tš-pati-, "padrone di casa";  infine dal protoindoeuropeo wiḱ-potis, "capo del clan").

## NelRig Veda
Secondo una versione della Creazione incarnata nel Rig Veda (RV) indiano, la vita mortale emerse dalla procreazione da parte di Dyauṣ Pitā, che fecondò la Madre Terra, la dea Prithvi, per mezzo delle piogge.
Nel Rig Veda, Dyauṣ Pitā appare negli inni 1.89, 1.90, 1.164, 1.191 e 4.1 in semplici invocazioni, ma non si vede nelle radici più profonde e antiche dei Veda classici che mettono in evidenza come esso sia una creazione recente e non una parte originale dei Veda indiani.
In RV 1.89.4b, Dyauṣ Pitā, che significa il "Padre Cielo", appare a fianco di Prithvi Mata, la "Madre Terra".
Nel Puruṣa sūkta, si narra che Dyauṣ è stato creato dalla testa dell'essere primordiale, il Puruṣa.
Dyauṣ Pitṛ è stato descritto durante il giorno come un toro rosso che muggisce il tuono (in giustapposizione alla Prithvi Mata, rappresentata come una mucca), o quando scende la notte sotto forma di un cavallo nero adornato di perle, simboleggianti le stelle. Il Dyauṣ scuro tiene anche una pietra del tuono. Nell'arte, Dyauṣ appare in entrambe le suddette due diverse forme.

## Mitologia comparata
Etimologicamente, il nome Dyauṣ è derivato dal morfema della radice verbale protoindoeuropea *dyeu- (forme di grado zero *dyu- e *diw-) con il significato "splendere". Le parole legate a Dyauṣ in sanscrito includono divasa "giorno", divya "divino, celeste", dyota "luce, splendore", ecc.
Dyauṣ Pitṛ è la versione sanscrita del concetto protoindoeuropeo del dio del Cielo personificato da Dyeus, che appare in molte altre religioni indoeuropee con attributi simili. Dyeus era invocato come Dyeus Pitar, letteralmente "Padre Cielo" o "padre splendente", come riflesso nel latino Jupiter (o Diēspiter) e nel greco Zeus pater.
Nel suo aspetto come dio padre, la sua consorte era Prithvi Mata, "Madre Terra". I nomi legati a Dyauṣ Pitṛ appaiono in greco come Zeus Pater (accusativo Día, genitivo Diós), in latino come Jupiter (accusativo Iovem, genitivo Iovis; dal latino arcaico Iovis Pater, "Padre Cielo"), nella mitologia slava come Div e nella mitologia germanica e norrena come Týr o Ziu.

## Nella cultura di massa
- Dyauṣ Pitā (Dyaus Pita nella grafia inglese) è stato usato nel gioco della PlayStation Portable, God Eater. La sua incarnazione è una grande creatura simile a un leone, che ha ucciso presumibilmente uno dei personaggi principali, Lindow Amamiya.
- Dyaus è l'Atma Avatar di Cielo nel gioco della PlayStation 2 Shin Megami Tensei: Digital Devil Saga, ed è capace di volare.